# Pohan Tonga
Pohan Tonga is een bestuurslaag in het regentschap Tapanuli Utara van de provincie Noord-Sumatra, Indonesië. Pohan Tonga telt 3019 inwoners (volkstelling 2010).